# Preston Capes
Preston Capes – wieś w Anglii, w hrabstwie Northamptonshire, w dystrykcie (unitary authority) West Northamptonshire. Leży 19 km na zachód od miasta Northampton i 104 km na północny zachód od Londynu. Miejscowość liczy 188 mieszkańców.